# First Man Original Motion Picture Soundtrack
Die Musik zum Film Aufbruch zum Mond (Originaltitel First Man), einem Historienfilm von Damien Chazelle, wurde von Justin Hurwitz komponiert und am 12. Oktober 2018 von Back Lot Music als Download und CD veröffentlicht. Im Rahmen der Verleihung der Golden Globe Awards 2019 wurde Hurwitz für die beste Filmmusik ausgezeichnet.

## Entstehungsgeschichte
„Ich entferne mich von Jazz und altmodischen Orchesterklängen und experimentiere mit elektronischer Musik.“

Die Filmmusik für Aufbruch zum Mond wurde von dem zweifach mit einem Oscar ausgezeichneten Justin Hurwitz komponiert, der in dieser Funktion bereits für La La Land und Whiplash von Damien Chazelle tätig war. Frühzeitig hatte Hurwitz angekündigt, dieses Mal werde es eine andere Art von Filmmusik: „Ich entferne mich von Jazz und altmodischen Orchesterklängen und experimentiere mit elektronischer Musik.“ In einem Gespräch mit dem Dallas Observer sagte Hurwitz, er sei bereits zur Zeit der Dreharbeiten in das Filmprojekt eingebunden gewesen, weil Chazelle dies wie bei La La Land als sinnvoll erachtete. So hatte Hurwitz im März 2017 mit seiner Arbeit begonnen.
Ryan Gosling, der im Film Neil Armstrong spielt, suchte in der Vorbereitung auf seine Rolle nach einer persönlichen Verbindung zwischen ihm und dem Astronauten und fand heraus, dass dieser, bevor er Astronaut wurde, ein talentierter Musiker und großer Fan des Theremins war und sogar auf Kassette an Bord der Raumsonde Apollo 11 Theremin-Musik mitnahm. So begann Gosling das Theremin-Album zu hören, das Armstrong und seine Frau so mochten. Es heißt Music Out of the Moon, und darauf sind Stücke wie Lunar Rhapsody. Ein Stück auf dem Album liebte Gosling besonders, und spielte es Damien Chazelle vor. Dieses ist auf dem Soundtrack enthalten. Auch der Filmkomponist Justin Hurwitz hatte gelernt, Theremin zu spielen, weswegen das Instrument auch in der Filmmusik zu hören ist.
Das Theremin, ein Instrument, das ohne physische Berührung gespielt werden kann, wurde von dem sowjetischen Erfinder Leon Theremin im Jahr 1928 ursprünglich für die Erforschung von Näherungssensoren für die Sowjetregierung konzipiert, bis jemand bemerkte, dass man es auch als Musikinstrument verwendet kann. Es besteht aus zwei Antennen, die erkennen, wo sich die Hände des Künstlers befinden – eine Hand steuert die Tonhöhe und die andere passt die Lautstärke an. Es spielt sich wie eine Harfe ohne Saiten. In den 1950er Jahren wurde das Theremin insbesondere für die B-Science-Fiction verwendet. Chazelle und der Komponist Justin Hurwitz entschieden, dass das bizarre Instrument ein Teil der Partitur/Filmmusik sein musste/sollte, insbesondere, weil der Film so sehr von Armstrongs Trauer nach dem Tod seiner zweijährigen Tochter an einem Gehirntumor geprägt war: „Das Theremin hatte etwas, das den Kummer zu vermitteln schien, der sich über den Kosmos erstreckte“, sagte Chazelle gegenüber Variety. „Es hat auch die Qualitäten der menschlichen Stimme – eine Art Wehklagen –, die mir sehr traurig vorkam.“ Der Filmkomponist verwendet das Instrument auch für des Hauptthema von Neil und Janet und wurde während des gesamten Films mehrmals in besonders kritischen Momenten wiederholt. Als Armstrong  gegen Ende des Films die Mondoberfläche betritt, ist mit dem Track Crater ein gänzlich mit dem Theremin gespieltes Musikstück zu hören, ebenso im Abspann des Films.
Das Stück Whitey on the Moon stammt von dem US-amerikanischen Retro-Soul-Sänger Leon Bridges. Bei Lunar Rhapsody handelt es sich ursprünglich um ein Stück des US-amerikanischen Arrangeurs Les Baxter aus dem Jahr 1947, der bereits früh das Theremin als Instrument nutzte.

## Veröffentlichung
Der Soundtrack, der insgesamt 37 Musikstücke umfasst, wurde am 12. Oktober 2018 von Back Lot Music als Download und CD veröffentlicht.

## Titelliste
1. X-15 (1:22)
2. Good Engineer (1:06)
3. Karen (0:45)
4. Armstrong Cabin (1:15)
5. Another Egghead (1:05)
6. It’ll Be an Adventure (0:41)
7. Houston (2:16)
8. Multi-Axis Trainer (2:54)
9. Baby Mark (0:47)
10. Lunar Rhapsody (feat. Les Baxter) – Dr. Samuel J. Hoffman (3:04)
11. First to Dock (1:27)
12. Elliot (0:28)
13. Sextant (1:45)
14. Squawk Box (1:54)
15. Searching For the Aegena (1:51)
16. Docking Waltz (3:22)
17. Spin (1:15)
18. Naha Rescue 1 (1:05)
19. Pat and Janet (1:34)
20. The Armstrongs (2:25)
21. I Oughta Be Getting Home / Plugs Out (1:10)
22. News Report (0:42)
23. Dad’s Fine (1:03)
24. Whitey on the Moon – Leon Bridges (1:48)
25. Neil Packs (1:25)
26. Contingency Statement (1:56)
27. Apollo 11 Launch (5:50)
28. Translunar (1:01)
29. Moon (1:07)
30. Tunnel (0:52)
31. The Landing (5:31)
32. Moon Walk (1:29)
33. Home (1:51)
34. Crater (2:00)
35. Quarantine (2:15)
36. End Credits (4:19)
37. Sep Ballet (Bonus-Track) (1:17)

## Rezeption
Adam Epstein von Quartzy meint, die Klänge des Theremins am Ende des Films, als Neil Armstrong die Mondoberfläche betritt, hätten bei ihm Tränen fließen lassen, so sehnsüchtig, schmerzvoll und traurig sei diese jenseitige Musik. Durch den Einsatz des Theremins habe der Film in seinem Ergebnis ist einen unheimlichen, fast geisterhaften, heulenden Sound, der perfekt sei, das Geheimnis des Weltraums zu unterstreichen, so Epstein.
Sidney Schering von Quotenmeter.de bemerkt zum Film, Regisseur Damien Chazelle leiste auch mit seiner neusten Regiearbeit Großes, und Aufbruch zum Mond sei gerade deshalb so spektakulär, weil es so wenig auf Spektakel setze, und die zurückhaltenden, zärtlichen Klänge des Komponisten Justin Hurwitz perfektionierten dies: „Mal nur am Klavier, mal mit vollem Orchestereinsatz schafft er kleine, verletzliche Melodien – darunter einen Walzer der unterdrückten Emotionen, der für Gänsehaut sorgt.“
Der ehemalige Astronaut Ulrich Walter bemerkt, dass es anfangs und auch später über große Strecken des Films absolut keine Musik gibt und ausschließlich authentische Geräusche den ersten gewagten Flug von Neil Armstrong als X- 15 Pilot bei seinem suborbitalen Flug bestimmen. Auch in anderen Szenen, wie solchen die Armstrong mit seiner Familie zeigen, gebe es keine vermittelnde Musik, die einem helfen würde, diese Situationen einzuordnen und per Emotionen näher zu bringen: „Das ist, was den Zuschauer irritiert. Nur hie und da leise melancholische Harfenklänge, die den Szenen sanft unterlegt wurden.“ Weiter erklärt Walter, es sei der Dramatik des Films geschuldet, dass die Geräusche in einer Raumkapsel gegenüber der Wirklichkeit überzeichnet sind. Nur ganz fein und hintergründig dosiert finde Musik langsam ihren Weg in den Film, bis sie grandios in der Landung auf dem Mond kulminiert, so Walter.

## Auszeichnungen
Bei der anstehenden Oscarverleihung 2019 befindet sich der Film in einer Shortlist in der Kategorie Beste Filmmusik. Im Folgenden eine Auswahl von Auszeichnungen und Nominierungen:
Critics’ Choice Movie Awards 2019
- Auszeichnung für die Beste Filmmusik (Justin Hurwitz)[11]

Golden Globe Awards 2019
- Auszeichnung für die Beste Filmmusik (Justin Hurwitz)[12]

Hollywood Film Awards 2018
- Auszeichnung für die Beste Filmmusik (Justin Hurwitz)[13]

Hollywood Music in Media Awards 2018
- Nominierung für die Beste Filmmusik – Spielfilm (Justin Hurwitz)[14]

Los Angeles Online Film Critics Society Awards 2019
- Nominierung für die Beste Filmmusik (Justin Hurwitz)

Online Film Critics Society Awards 2019
- Nominierung für die Beste Filmmusik (Justin Hurwitz)[15]

Phoenix Film Critics Society Awards 2018
- Auszeichnung für die Beste Filmmusik[16]

Satellite Awards 2018
- Nominierung für die Beste Filmmusik (Justin Hurwitz)>